# Padangsidimpuan
Padangsidimpuan (alternativa stavningar Padangsidempuan eller Padang Sidempuan) är en stad på nordvästra Sumatra i Indonesien. Den ligger i provinsen Sumatera Utara och har cirka 220 000 invånare.